# Вольфович, Александр Григорьевич
Александр Григорьевич Вольфович (род. 28 июня 1967, Казань, ТАССР, РСФСР, СССР) — белорусский военачальник. Государственный Секретарь Совета безопасности Республики Беларусь с 26 января 2021, генерал-лейтенант (2021). Начальник Генерального штаба — первый заместитель Министра обороны Республики Беларусь (20 января 2020 — 26 января 2021).
Из-за поддержки нарушения территориальной целостности Украины во время российско-украинской войны находится под персональными международными санкциями всех стран Евросоюза, Великобритании, США, Канады, Швейцарии, Австралии, Японии, Украины, Новой Зеландии.

## Биография
Родился в 1967 году в Казани в семье офицера-танкиста Советской армии. Отец — Григорий Александрович Вольфович, подполковник в отставке.
Окончил Московское высшее военное командное училище. В 1998 году получил ещё одно образование, окончив командно-штабной факультет Военной академии Беларуси. Третье образование получил снова в Москве: окончил Военную академию Генерального штаба ВС России (2008 г.).
Служил на различных должностях в Советской армии, а затем армии Беларуси. Указом Президента Республики Беларусь 20 января 2020 года был назначен начальником Генерального штаба — первым заместителем министра обороны. После годичного пребывания в данной должности назначен госсекретарём Совбеза Беларуси.
Награждён государственными наградами Республики Беларусь и медалями СССР.

## Международные санкции
После начала вторжения России на Украину в 2022 году Вольфович был включён в санкционный список специально обозначенных граждан и заблокированных лиц США и в «Чёрный список ЕС». Также, из-за нарушения территориальной целостности и независимости Украины во время российско-украинской войны, находится под персональными международными санкциями разных стран. С 24 февраля 2022 года находится под санкциями Соединенных Штатов Америки. С 12 апреля 2022 под персональными санкциями Японии. С 25 февраля 2022 года был включён в санкционный список всех стран Европейского союза так как «он руководил военными учениями "Союзная решимость - 2022″, которые способствовали военной агрессии России против Украины». С 27 февраля 2022 года находится под санкциями Австралии. С 3 марта 2022 года находится под санкциями Японии. С 4 марта 2022 года находится под санкциями Швейцарии.  С 8 марта 2022 года находится под санкциями Канады. С 15 марта 2022 года находится под санкциями Великобритании, Канады. С 18 марта 2022 года находится под санкциями Новой Зеландии. Указом президента Украины Владимира Зеленского с 7 сентября 2022 года находится под санкциями Украины.